# Alfred Stärner
Alfred Stärner (i riksdagen kallad Stärner i Köping), född 16 januari 1864 i Grums socken, död 2 februari 1938 i Köping, var en svensk publicist och politiker (liberal).
Stärner, som kom från en bondefamilj, verkade som typograf, faktor och journalist vid olika tidningar i Svealand och Norrland innan han år 1890 grundade den liberala tidningen Bärgslagsbladet i Köping. Han stannade därefter kvar på posten som redaktör och ansvarig utgivare av tidningen till 1932. Han var också kommunalt aktiv i Köping samt verksam i IOGT.
Stärner var riksdagsledamot 1909–1918, under perioden 1909–1911 i andra kammaren för Köpings, Nora, Lindesbergs och Enköpings valkrets och från 1912 i första kammaren för Västernorrlands läns valkrets. Som aktiv i Frisinnade landsföreningen tillhörde han dess riksdagsparti Liberala samlingspartiet. I riksdagen var han bland annat ledamot av lagutskottet 1912–1918. Han var särskilt engagerad i arbetsmarknads- och pressfrågor.